# Vorikonazol
Vorikonazol (lastniško ime VFEND, Pfizer) je triazolski antimikotik, ki se uporablja za zdravljenje resnih sistemskih glivičnih okužb (kandidoza, invazivna aspergiloza ...), ki se pojavljajo zlasti pri imunsko oslabljenih bolnikih.

## Indikacije
- invazivna aspergiloza – pojavlja se na primer pri bolnikih z rakom krvotvornega sistema (razne levkemije) ali po presaditvi organov. V študiji se je izkazal za učinkovitejšega od amfotericina B.[1]

- kandidemija – gre za prisotnost gliv iz rodu kandid v krvnem obtoku. Proti kandidemiji je vorikonazol enako učinkovit kot amfotericin B ter izkazuje manj resnih stranskih učinkov (a pogosteje motnje vida). [2]

- empirična protiglivična terapija – gre za zdravljenje bolnikov z nevtropenijo in nepojasnjeno vročino, ki ne preneha kljub uporabi širokospektralnih antibiotikov, ter pri njih obstaja večje tveganje za pojav glivične bolezni.

- nekatere druge glivične bolezni – na primer tiste, ki jih povzročajo glivice iz rodu Fosarium, glivica Scedosporium apiospermum in druge.

## Farmakologija
Vorikonazol se po peroralnem dajanju dobro absorbira; biološka uporabnost znaša 96 %, kar omogoča preklop zdravljenja med intravenskim in peroralnim. 
Presnavlja se v jetrih s pomočjo citokromskega encimskega sistema P450 in na tej ravni interagira z nekaterimi drugimi učinkovinami. Pri bolnikih z blažjo ali srednje hudo jetrno okvaro je treba odmerek prepoloviti. Za bolnike s hudo jetrno okvaro ni podatkov.
Pri ledvičnih okvarah odmerka ni treba prilagati. Pri otrocih lahko pride do hitrejšega izločanja učinkovine, zato je priporočljivo spremljanje krvnih koncentracij.

## Neželeni učinki
Najpogostejši neželeni učinki, povezani z dajanjem vorikonazola, so: prehodne motnje vida, vročina, izpuščaj, bruhanje, slabost, driska, glavobol, sepsa, periferni edemi, bolečina v trebuhu ter motnje dihanja. Ti neželeni učinki so značilni za azolne antimikotike, le motnje vida so specifične za vorikonazol – o njih so poročali pri več kot 30 % bolnikov v klinični študiji.